# Associazione Sportiva Bisceglie 1992-1993
Questa voce raccoglie le informazioni riguardanti  l'Associazione Sportiva Bisceglie nelle competizioni ufficiali della stagione 1992-1993.

## Rosa
| N. |                   | Ruolo | Calciatore            |
| -- | ----------------- | ----- | --------------------- |
|    | Italia (bandiera) | A     | Paolo Acquaviva       |
|    | Italia (bandiera) | D     | Massimo Borriello     |
|    | Italia (bandiera) | C     | Pasquale Campolo      |
|    | Italia (bandiera) | D     | Michele Carrassi      |
|    | Italia (bandiera) |       | Chirico               |
|    | Italia (bandiera) | A     | Michele De Feudis     |
|    | Italia (bandiera) | D     | Riccardo Di Bari      |
|    | Italia (bandiera) | D     | Domenico Di Corato    |
|    | Italia (bandiera) | D     | Nicola Diliso         |
|    | Italia (bandiera) | C     | Rocco Antonio Divella |
|    | Italia (bandiera) | A     | Giorgio Fecarotta     |
|    | Italia (bandiera) | D     | Italo Franchini       |

| N. |                   | Ruolo | Calciatore          |
| -- | ----------------- | ----- | ------------------- |
|    | Italia (bandiera) | C     | Massimo Gallo       |
|    | Italia (bandiera) | C     | Giuseppe Giusto     |
|    | Italia (bandiera) | P     | Stefano Grilli      |
|    | Italia (bandiera) | D     | Pier Paolo Lauretti |
|    | Italia (bandiera) | C     | Adelio Malinverno   |
|    | Italia (bandiera) | C     | Massimiliano Natale |
|    | Italia (bandiera) | C     | Giovanni Polimuro   |
|    | Italia (bandiera) | P     | Luigi Sassanelli    |
|    | Italia (bandiera) | C     | Michele Scaringella |
|    | Italia (bandiera) | A     | Marco Spilli        |
|    | Italia (bandiera) | A     | Marco Tomaselli     |